# Mindfulness-based stress reduction
La Mindfulness-based stress reduction (MBSR) que es podria traduir per Reducció de l'estrès basat en l'atenció plena és un programa basat en l'atenció plena o Mindfulness dissenyat inicialment per a ajudar les persones amb dolor i una sèrie de condicions i problemes de la vida que eren difícils de tractar en un hospital. El programa fou desenvolupat per Jon Kabat-Zinn al centre mèdic de la Universitat de Massachusetts, que utilitza una combinació de meditació conscient, consciència corporal i ioga per ajudar a la gent a ser més conscient. En els últims anys, la meditació ha estat objecte d'investigació clínica controlada. Aquesta investigació suggereix que pot tenir efectes beneficiosos, incloent-hi la reducció de l'estrès, la relaxació, i millores en la qualitat de vida, però això no ajuda a prevenir o curar la malaltia. Mentre que la MBSR té les seves arrels en ensenyaments espirituals (budisme), el programa en si és secular.
El MBSR ha estat descrit com "un programa de grup que se centra en l'adquisició progressiva de la consciència conscient, de l'atenció plena". El programa MBSR és un taller de vuit setmanes impartit per instructors certificats que implica reunions setmanals de grup, tasques (a fer a casa), i la instrucció en tres tècniques formals: la meditació conscient, l'exploració del cos i postures de ioga senzilles. L'atenció en el mateix cos és la primera tècnica mindfulness que s'ensenya durant les primeres quatre setmanes del taller, i implica mantenir-se tranquil·lament assegut amb l'esquena dreta i se centra l'atenció en diverses regions del cos, començant pels dits dels peus i pujant lentament cap a la part superior de la cap.
Andrés Martin Asuero és considerat com un dels introductors d'aquest programa a Espanya el 2004.